# Georg Kawerau

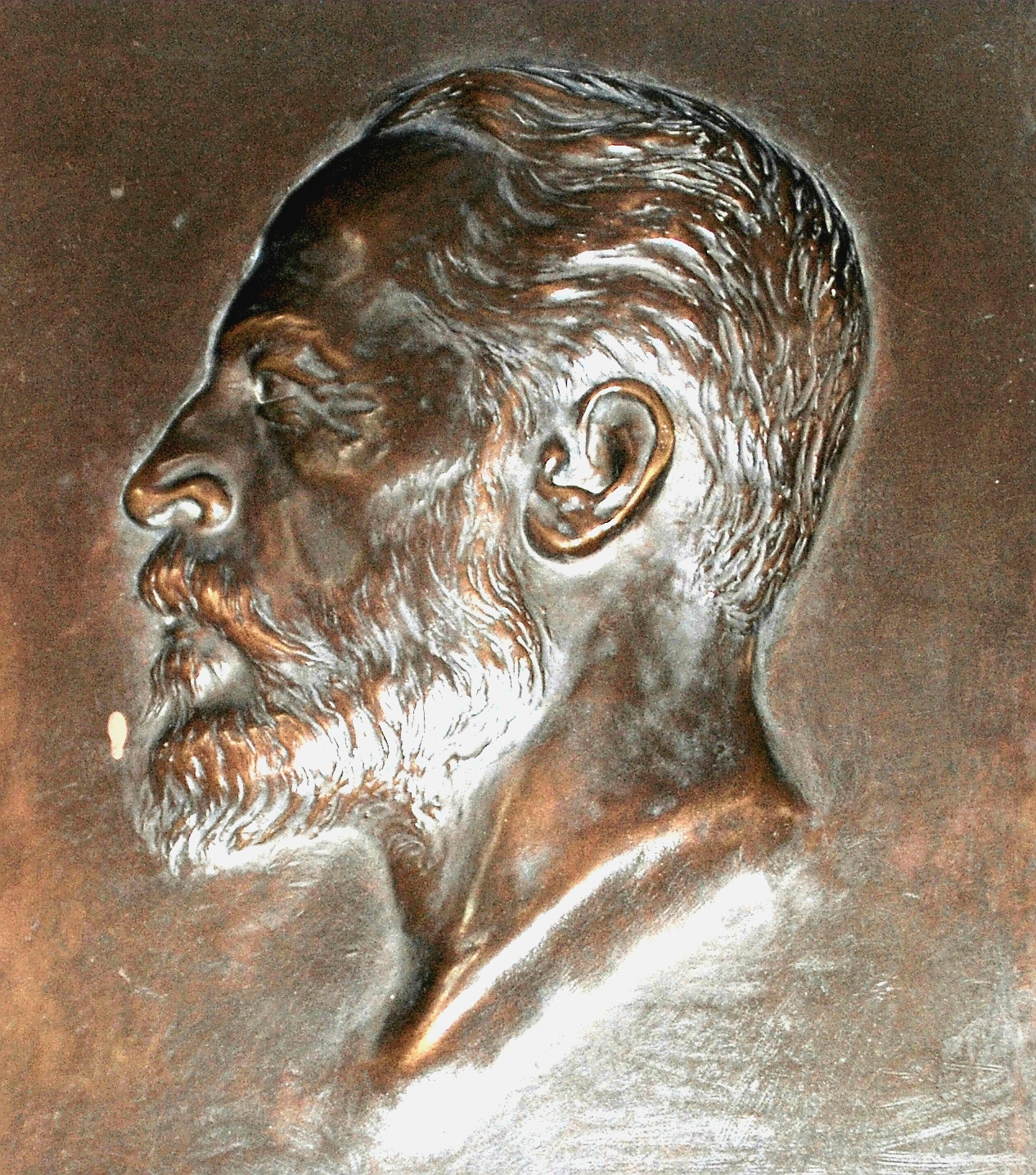
Gedenkplakette in der Bibliothek des Deutschen Archäologischen Instituts in Athen

Georg Kawerau (* 12. Dezember 1856 in Berlin; † 13. April 1909 in Stettin; vollständiger Name: Georg Ferdinand Kawerau) war ein deutscher Architekt und Bauforscher.

## Leben
Georg Kawerau wurde als siebtes Kind des Sportpädagogen und späteren Kirchenmusikers Martin Kawerau und der Emilie, geborene Kahle geboren und wuchs in Berlin auf. Nach dem Abitur am Friedrich-Wilhelms-Gymnasium in Berlin studierte er an der Berliner Bauakademie und absolvierte anschließend das Referendariat als Regierungsbauführer bei der Garnisonsbauverwaltung im pommerschen Stargard.
Aus gesundheitlichen Gründen ging er nach Griechenland und wandte sich der Archäologie zu. Er nahm 1885 an den Ausgrabungen von Heinrich Schliemann in Tiryns teil und führte 1885 bis 1890 mit Panagiotis Kavvadias die Ausgrabung auf der Athener Akropolis durch. In Olympia richtete er zwei Säulen des Heraions wieder auf.
Danach arbeitete er einige Jahre als Architekt in der Türkei, unter anderem beim Bau eines Wasserwerks in Skutari, beim Straßenbau und 1893 bis 1896 beim Bau der Bahnhofsgebäude der Anatolischen Bahn zwischen Eskişehir und Konya, danach baute er als Teilhaber der Firma Wechselmann & Kawerau in Stettin.
Im August 1907 verlieh ihm die Universität Gießen die Ehrendoktorwürde (Dr. phil. h. c.). Theodor Wiegand gewann ihn als Grabungsarchitekten für die Ausgrabungen der Berliner Museen in Milet und Pergamon. Seit dem 1. April 1908 war er als Direktorialassistent der Berliner Museen mit Dienstsitz in Konstantinopel angestellt. Mit Hubert Knackfuß arbeitete er am Delphinion in Milet, mit Alexander Conze an den Palästen von Pergamon.

## Veröffentlichungen
- mit Panagiotis Kavvadias: Die Ausgrabung der Akropolis vom Jahre 1885 bis zum Jahre 1890. = Η ανασκαφή της Ακροπόλεως από του 1885 μέχρι του 1890 (= Βιβλιοθήκη της εν Αθήναις Αρχαιολογικής Εταιρείας. 13). Typographeion Hestia, Athen 1906 (Digitalisat).
- mit Georgios Soteriades: Der Apollotempel zu Thermos. In: Antike Denkmäler, Band 2, 1902/08 (Digitalisat).
- Gedichte. Berlin 1913 (posthum; mit einem Vorwort von Theodor Wiegand. Privatdruck „für seine Freunde“).
- mit Albert Rehm: Das Delphinion in Milet (= Milet Band 1, 3). De Gruyter, Berlin 1914 (Digitalisat).
- mit Theodor Wiegand: Die Paläste der Hochburg (= Altertümer von Pergamon Band 5, 1). De Gruyter, Berlin 1930 (Digitalisat).